# Стронак, Дэвид
Дэвид Стронак (англ. David Stronach; 10 июня 1931 — 27 июня 2020) — британский археолог и востоковед, исследователь древнего Ирана и Месопотамии. Преподаватель Калифорнийского университета (Беркли), профессор ближневосточных исследований и археологии.

## Биография
В 1958 году окончил Кембриджский университет.
В 1960—1970-х годах являлся директором британского Института персидских исследований в Тегеране. Один из современных исследователей Каабы Зороастра.
В 1990-х годах раскопал часть Ниневии.

## Награды
В 2004 году был награждён Золотой медалью Археологического института США за «выдающиеся археологические успехи».

## Семья
Во время своей работы в Иране встретил израильского археолога Руфь Ваадию, которая также работала в Иране, и женился на ней. Их дочь Тами родилась в Тегеране.
Во время иранской Революции 1979 года семья уехала в Израиль и позднее переехала в США.